# Orzeł opata Sugera
Orzeł opata Sugera – starożytna waza z dekoracyjnymi XII-wiecznymi dodatkami, znajdująca się w zbiorach Luwru. Ma 43 cm wysokości.
Wykonana z porfiru amfora jest zabytkiem egipskim lub rzymskim. W XII wieku stanowiła własność Sugera, opata Saint-Denis. Z jego rozkazu paryscy złotnicy dodali do niej wykonane z kutego i pozłacanego później srebra ozdoby w postaci części ciała orła: głowy na długiej szyi, skrzydeł i ogona. Pod szyją orła wygrawerowano pisaną uncjałą inskrypcję o łacińskiej treści:
Includi gemmis lapis iste meretur et auro. Marmor erat, sed in his marmore carior est
„Ujęcia w gemmy godny to kamień i złoto. Marmurem był, a teraz cenniejszy od niego”
Sam Suger opisał okoliczności przerobienia wazy w jednej ze swoich prac:

Przysposobiliśmy dalej do użytku na ołtarzu, przy użyciu złota i srebra, wazę porfirową, którą ręce rzeźbiarza i tego, który ją polerował, uczyniły godną podziwu, a która przez wiele lat leżała bezużytecznie w skrzyni; zamieniliśmy ją z wazy w formę orła.